# Benoistia perrieri
Benoistia perrieri är en törelväxtart som beskrevs av Joseph Marie Henry Alfred Perrier de la Bâthie och Jacques Désiré Leandri. Benoistia perrieri ingår i släktet Benoistia och familjen törelväxter.
Artens utbredningsområde är Madagaskar. Inga underarter finns listade i Catalogue of Life.